# 長基蜉蝣目
長基蜉蝣目是一个已滅絕的目。目前共记载2個成蟲和超過20個幼蟲化石，都出土自中生代地層，大多为巴西的下白堊统克拉托沉積層（Crato Formation），此处共出土了約40個幼蟲化石。長基蜉蝣目是蜉蝣目的基群。成蟲有翅，幼蟲水生，皆具有捕捉式前足，類似於螳螂。幼蟲習性特殊，類似於淡水蝦。

## 語源學
米古拉特蜉蝣科和米古拉特蜉蝣属的名字是紀念來自蒂賓根大學的德國動物學家格哈特·米古拉特（Gerhard Mickoleit），他是維利·亨尼希的系統發生學的首席支持者。長基蜉蝣目的學名來源根據成蟲及幼蟲足延長的基部，加上蜉蝣目的舊學名"Plectoptera"（注意別和石蠅，漬翅目Plecoptera 混淆）。
俗名"chimera wings" 來自於成蟲怪異的形態，擁有多種昆蟲的混合特徵，看起來像某種混種生物（chimera），傾斜的胸部與寬的後足類似蜻蜓，翅脈類似原始的蜉蝣，捕捉式前足則與螳螂相似。

## 發現過程
Mickoleitia屬的幼蟲化石在克拉托沉積層的灰岩中很常見，當地的磚工甚至將其暱稱為鳳梨（Abacaxi）。貝曲立 （Bechly）於2001年首次發表這些幼蟲，同時提及其怪異的形態。史丹奈傑克（Staniczek）於2002年與2003年評論幼蟲化石，將其認為是早白堊世的活化石。生物學家雷納‧威曼（Rainer Willmann）於2007年描述了幼蟲化石，並根據他在同一地點發現的成蟲標本，錯誤地將其納入現生的蜉蝣基群Cretereismatidae科。
德國古生物學家剛特‧貝曲立（Günter Bechly）與昆蟲學家阿諾‧史丹奈傑克（Arnold H. Staniczek）在撰寫克拉托沉積層的專題論文時在司徒加特州科學歷史博物館（Stuttgart State Museum of Natural History ）中發現了成蟲的化石標本，該標本後來成為Mickoleitia longimanus的正模標本。2011年，史丹奈傑克等人於昆蟲系統學與演化（Insect Systematics & Evolution）期刊發表了文章，認為長基蜉蝣目是一種未描述的蜉蝣基群，並描述了長基蜉蝣目，以及成蟲化石與幼蟲化石的關聯。作者同時也確認了2個幼蟲化石（Mesogenesia petersae = Archaeobehnigia edmundsi），該化石出土於中或上侏罗统的外貝加爾山脈（Transbaikals），在1977年被契諾瓦（Tshernova）錯誤地描述為現代蜉蝣幼蟲，作者將這兩副幼蟲化石歸為長基蜉蝣目。
長基蜉蝣目是2011年古生物學的一個重大發現，在當時被許多重大新聞媒體報導。

## 形態描述

### 成蟲
模式物種（Mickoleitia longimanus）翅長28-29mm，體長約為35-40mm（正模標本的腹部缺失），第二個未命名的Mickoleitia 屬物種的體型只有一半大，且目前只有一個成蟲標本，為日本的私人收藏。Mickoleitia成蟲複眼碩大且口器具功能（共分為３節的下唇鬚被保存了下來）。胸部如同蜻蜓向後傾斜，前方具有捕捉式前足。六足基節明顯延長且可自由活動。前足特化為捕捉足，具有不分節的附節與不成對的爪。腹部末端可能具有3個尾部絲狀結構，兩側為尾毛（cerci），中間為上肛片（epiproct），類似於現代蜉蝣以及二疊紀的代表性基群（Permoplectoptera亞目，例如Protereismatidae科）。現生蜉蝣和Permoplectoptera亞目的雄蟲的第9腹節生有生殖肢（gonopod），特化為把握器，在交尾時用以抓住雌性，長基蜉蝣目可能也具有該行為，長基蜉蝣目的親緣關係介於現生蜉蝣和已滅絕的蜉蝣亞目Permoplectoptera之間。

### 幼蟲

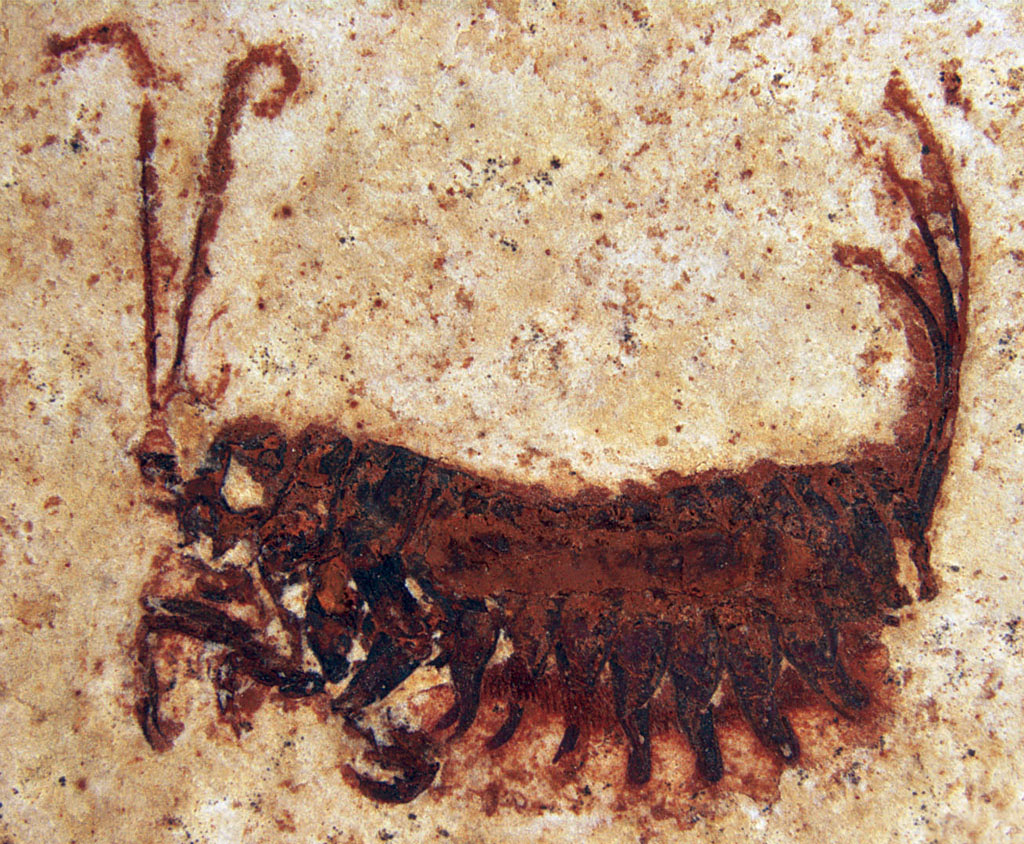
Mickoleitia spec., larva

已描述的幼蟲化石超過二十個，有各種齡期，體長落在10~35mm之間。身形垂直壓縮（身體往上下拉長），不同於現生的水生昆蟲幼蟲或其他已知的化石，形似淡水鉤蝦（gammarid）。很多的幼蟲化石拱著背，翹起觸角，腹部末端具有絲狀結構，前足如同螳螂般蓄勢待發。頭部高度骨化，生有一角狀或鏟狀突起。口器未被完整保存，目前只有一對交叉、軍刀狀的大顎和湯匙狀的下唇被發現。六足如同成蟲擁有延長且可自由移動的基節。前足如同成蟲特化成不成對捕捉足，長度比例也近乎相同，脛節較短，可能和不分節的不成對爪狀附節癒合。第一至第七腹節生有針狀且向下的鰓，這些鰓基部較寬且高度骨化，末端細長且膜質。鰓著生於腹背板，腹背板與腹骨片分離。尾部的絲狀物由兩側的尾毛和中央稍長的絲狀上肛板組成，生有多排的細長剛毛（setae）。

## 生態和行為

### 成蟲
成蟲正模標本的口器保存良好且可見，幾乎可確定成蟲能夠取食，而現代蜉蝣的成蟲口器極度退化無法取食，只為繁殖。捕捉式的前足和向後傾斜的胸部顯示長基蜉蝣目是掠食者。大且寬的後足暗示其習性可能類似蜻蜓，是敏捷的飛行掠食者，捕食其他飛行昆蟲。

### 幼蟲
形態學特徵（7對腹鰓、3個尾部絲狀物，且上面生有多排密集的游泳毛）證明幼蟲生活於淡水溪流及河中，如同現代蜻蜓幼蟲。以外來物的形式被沖入鹹水的克拉托湖，也就是灰岩沉積之處。捕捉式前足、軍刀狀大顎、大複眼及長觸角顯示幼蟲為掠食者。強壯、寬短的中後足，堅固的身體甲殼與頭部鏟狀的突起物暗示著這種生物會藏於土中。學者推測幼蟲為埋伏的掠食者，把自己部份埋藏在河床中，等待小型獵物經過。

## 演化和系統發生學
昆蟲翅膀的起源是個爭論多時的演化議題，而長基蜉蝣目的幼蟲提供了一個全新的線索。傳統上認為側背板假說（paranotal-hypothesis）和足外葉假說（leg-exite-hypothesis）不夠完整，是非主流的假說，但長基蜉蝣目化石的發現在比較形態學、發育生物學或遺傳學上支持了此兩種假說。在昆蟲翅膀的個體發生學上，昆蟲足的基因表現廣泛地被認為是足外葉假說的關鍵證據，足外葉假說則提出昆蟲翅膀是由可移動的足部附肢（外葉）衍生而來。然而，長基蜉蝣目的幼蟲顯示了蜉蝣和蜉蝣的祖先腹部的鰓關節著生於背側骨片中，這點不同於現生蜉蝣幼蟲，現生蜉蝣幼蟲腹節的背板和腹板癒合，就連胚胎發育過程中也找不到分離的痕跡。鰓普遍的被認為是翅膀的對應結構（corresponding structures）。
如果幼蟲的鰓和翅膀是對應結構（連續同源性 serial homologous），且在演化上擁有相同起源，長基蜉蝣目顯示翅膀為起源於背板，如同側背板假說（paranotal-hypothesis）所述。學者因此提出了新的假說，可以解決從古生物學和發育基因學的矛盾：：翅膀起源於背板片生出的不可活動的芽（paranota），後來透過加入足部基因後才成為可活動、具關節的附肢。
在有翅亞綱中，長基蜉蝣目（Coxoplectoptera）是現生蜉蝣（Ephemeroptera）的姐妹群。二者的關係被許多共有衍徵支持，如：成蟲翅膀具有外框（costal brace），不同於其他有翅昆蟲；幼蟲有7對腹鰓（與Permoplectoptera亞目，如Protereisma屬幼蟲的9對形成對比），且具有不分節的附節，不成對的爪（與Permoplectoptera亞目，如Protereisma屬幼蟲的分3節附節及成對的爪形成對比）。
如同蜉蝣及蜻蜓，長基蜉蝣目為古翅類群（Palaeoptera），古翅類群衍徵為翅鍵骨有癒合的骨片、休息時翅膀垂直收合、主要的翅長脈間有插入的脈（特別是RP1-和RP2-之間的IR1+，與RP2-和RP3/4-之間的IR2+）。
長基蜉蝣目擁有一些非常原始的特徵，類似於蜉蝣古生代的祖先，如：成蟲翅脈仍然擁有延長的costal brace，且costal brace未與costal margin癒合；幼蟲依然擁有具關節的側面翅墊 （wing pads）。相對於現生蜉蝣的小後翅，長基蜉蝣目寬大的後翅是祖徵，二疊紀蜉蝣基群，如Protereisma屬，後翅甚至更加纖細。
眾多自有衍徵支持長基蜉蝣目為單系群，如捕捉式前足和不分節的不成對爪，幼蟲的部分則有側面壓縮的身形、身體甲殼、捕捉式前足和挖掘式的中後足、針狀向下的腹鰓。
目前只知道長基蜉蝣目生活於侏儸紀和下白堊紀，滅絕時間未知。

## 系統分類學
共含一科兩屬三物種：
- 米古拉特蜉蝣科 Mickoleitiidae
  - 米古拉特蜉蝣属 Mickoleitia下白堊紀, 克洛托沉積層, 巴西）
    - 长身米古拉特蜉蝣 Mickoleitia longimanus （模式種）
    - Mickoleitia spec. （較小型的未命名物種，唯一的成蟲化石為日本的一個私人收藏）

  - 中源蜉蝣属 Mesogenesia（上侏儸紀中期, 外貝加爾山脈）
    - 彼得斯中源蜉蝣 Mesogenesia petersae (= Archaeobehnigia edmundsi)